# 壁宿增六
飛馬座ψ，又名BD+24 4865，HD 224427、SAO 91611、HR 9064，是飛馬座的一颗恒星，视星等为4.66，位于銀經107.85，銀緯-36.15，其B1900.0坐标为赤經23h 52m 39.7s，赤緯+24° -36.15′ 8″。